# ابوالحسن بن موسک
ابوالحسن بن موسک هذبانی از سران نامدار هذبانی بود.او  فرمانروای اربیل بوده است.

## درگیری حمیدیان و هذبانیان
در سال ۴۴۰ قمری فرمانروای حمیدیان،ابوالحسن عیسکان حاکم عقره به فرمان ناصرالدوله به موصل حمله کرد.قراوش حاکم موصل که دید نمی تواند از پس ابوالحسن عیسکان براید؛پیغامی برای ابوالحسن بن موسک فرستاد که اگر با ابوالحسن عیسکان نبرد کند در مقابل زاخو و جزیره را به او می دهد.او با این نیرنگ این دو فرمانده کرد را در مقابل یکدیگر قرار داد.

## سقوط
پس از اختلاف میان حمیدیان و هذبانیان،ابوالحسن عیسکان به برادر ابوالحسن بن موسک،ابوعلی بن موسک کمک کرد تا حکومت را از دست برادرش بگیرد.بعد از آن ابوعلی فرمانروای اربیل شد و برادرش را اسیر و زندانی کرد.